# Matt Cornett

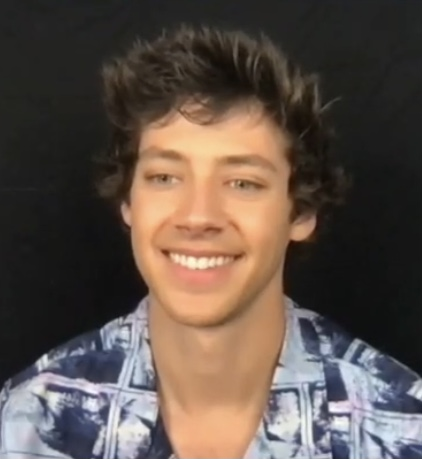
Matt Cornett, 2022

Matt Cornett (* 6. Oktober 1998 in Rogers) ist ein US-amerikanischer Schauspieler. Bekannt wurde er durch die Rollen des Zach Barnes aus der Nickelodeon-Fernsehserie Bella and the Bulldogs und als E.J. Caswell in High School Musical: Das Musical: Die Serie.

## Leben
Cornett kam im Jahr 1998 in Arkansas zur Welt. Im Jahr 2012 zog er nach Kalifornien um seine Schauspielkarriere zu starten. Er war seither in mehr als einem Dutzend Fernsehproduktionen zu sehen. 2014 und 2016 wurde er jeweils mit einem Young Artist Award ausgezeichnet.

## Filmografie (Auswahl)
- 2012–2014: Nightmare U (Fernsehserie, 3 Folgen)
- 2013: Southland (Fernsehserie, Folge 5x05)
- 2013: Can
- 2015–2016: Bella and the Bulldogs (Aubrey and the Bulldogs, Fernsehserie, 6 Folgen)
- 2016: Inconceivable
- 2016: The Middle (Fernsehserie, Folge 8x01)
- 2016: Criminal Minds (Fernsehserie, Folge 12x05)
- 2017: Speechless (Fernsehserie, Folge 1x13)
- 2017–2018: Life in Pieces (Fernsehserie, 4 Folgen)
- 2018: Alex & Me
- 2019: Game Shakers – Jetzt geht’s App (Game Shakers, Fernsehserie, 3 Folgen)
- 2019, 2020: Die Goldbergs (The Goldbergs, Fernsehserie, 2 Folgen)
- 2019–2023: High School Musical: Das Musical: Die Serie (High School Musical: The Musical – The Series, Fernsehserie, 33 Folgen)
- 2022: Zombies 3 – Das Musical (Z-O-M-B-I-E-S 3)
- 2024: Karma: Death at Latigo Springs
- 2025: Summer of 69